# Колонешть (Бакеу)
Колонешть, Колонешті (рум. Colonești) — село у повіті Бакеу в Румунії. Адміністративний центр комуни Колонешть.
Село розташоване на відстані 256 км на північ від Бухареста, 28 км на схід від Бакеу, 67 км на південь від Ясс, 140 км на північний захід від Галаца.

## Населення
За даними перепису населення 2002 року у селі проживали 683 особи, усі — румуни. Усі жителі села рідною мовою назвали румунську.